# Stachys drummondii
Stachys drummondii är en kransblommig växtart som beskrevs av George Bentham. Stachys drummondii ingår i släktet syskor, och familjen kransblommiga växter. Inga underarter finns listade i Catalogue of Life.